# Itziar
Itziar, o sus variantes castellanizadas Icíar e Iziar, es un nombre propio femenino de origen toponímico vasco. La popularidad del nombre se debe al famoso Santuario de Nuestra Señora de Itziar, que recibe el nombre de la zona del País Vasco donde se yergue. La talla de la virgen que se encuentra en dicho santuario data del siglo XIII: es una de las más antiguas de Guipúzcoa y una de las siete vírgenes negras de Guipúzcoa.
El significado del topónimo entraña problemas por la ambigüedad de su origen. Existen varias hipótesis, que deriva de la palabra vasca izar (estrella), motivo que aparece en la vitrina en el santuario de su virgen, de la palabra vasca izei (abeto), o de la palabra vasca itsaso (mar).
Según el INE, a fecha 01/01/2016 en España llevan el nombre de Itziar: 12 759 mujeres, el de Icíar: 4 037 mujeres y el de Iziar: 341 mujeres, un total de 17 137, lo que supone un 0,548 por mil.